# Ränndal

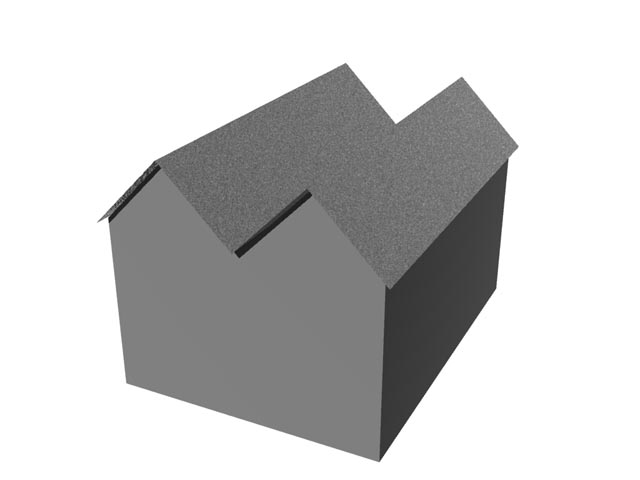
I mitten av detta M-formade tak finns en ränndal.

Ränndal är en horisontell skärning mellan två från olika håll lutande takfall. Dalen som bildas kan användas som takavvattningskanal.